# Wingate (Karolina Północna)
Wingate – miasto w Stanach Zjednoczonych, w stanie Karolina Północna, w hrabstwie Union.